# Supercoppa UEFA 1987
La Supercoppa UEFA 1987 è stata la dodicesima edizione della Supercoppa UEFA.
Si è svolta il 21 novembre 1987 e il 13 gennaio 1988 in gara di andata e ritorno tra la squadra vincitrice della Coppa dei Campioni 1986-1987, ovvero i portoghesi del Porto, e la squadra vincitrice della Coppa delle Coppe 1986-1987, ossia gli olandesi dell'Ajax.
A conquistare il titolo è stato il Porto che ha vinto la gara di andata ad Amsterdam per 1-0 e la gara di ritorno a Porto con lo stesso risultato.

## Partecipanti
| Squadre | Qualificazione                                | Partecipazioni precedenti (il grassetto indica la vittoria) |
| ------- | --------------------------------------------- | ----------------------------------------------------------- |
| Porto   | Vincitrice della Coppa dei Campioni 1986-1987 | Nessuna                                                     |
| Ajax    | Vincitrice della Coppa delle Coppe 1986-1987  | 1 (1973)                                                    |

## Tabellini

### Andata
| Arbitro: | Bob Valentine |

|  |           |               |
|  | Marcatori | 5’ Rui Barros |

| Ajax | Porto |

| Ajax (3-5-2)  |   |                   |  |     |
|               |   |                   |  |     |
| P             | 1 | Stanley Menzo     |  |     |
| D             |   | Danny Blind       |  |     |
| D             |   | Frank Verlaat     |  |     |
| D             |   | Aron Winter       |  | 68’ |
| C             |   | Rob Witschge      |  |     |
| C             |   | John van 't Schip |  |     |
| C             |   | Jan Wouters       |  |     |
| C             |   | Arnold Mühren (c) |  | 46’ |
| C             |   | Ally Dick         |  |     |
| A             |   | Dennis Bergkamp   |  |     |
| A             |   | John Bosman       |  |     |
| Sostituzioni: |   |                   |  |     |
| C             |   | Richard Witschge  |  | 46’ |
| C             |   | Ronald de Boer    |  | 68’ |
| Allenatore:   |   |                   |  |     |
| Johan Cruijff |   |                   |  |     |

| Porto (4-4-1-1) |   |                      |  |     |
|                 |   |                      |  |     |
| P               | 1 | Józef Młynarczyk     |  |     |
| D               |   | João Pinto (c)       |  |     |
| D               |   | Augusto Inácio       |  |     |
| D               |   | Geraldão             |  |     |
| D               |   | António Lima Pereira |  |     |
| C               |   | António André        |  |     |
| C               |   | António Frasco       |  | 84’ |
| C               |   | Jaime Magalhães      |  |     |
| C               |   | António Sousa        |  |     |
| A               | 8 | Rui Barros           |  |     |
| A               |   | Fernando Gomes       |  |     |
| Sostituzioni:   |   |                      |  |     |
| C               |   | Quim                 |  | 84’ |
| Allenatore:     |   |                      |  |     |
| Tomislav Ivić   |   |                      |  |     |

### Ritorno
| Arbitro: | Aron Schmidhuber |

|           |           |  |
| Sousa 70’ | Marcatori |  |

| Porto | Ajax |

| Porto (4-4-1-1) |   |                      |  |     |
|                 |   |                      |  |     |
| P               | 1 | Józef Młynarczyk     |  |     |
| D               |   | João Pinto (c)       |  |     |
| D               |   | Augusto Inácio       |  |     |
| D               |   | Geraldão             |  |     |
| D               |   | António Lima Pereira |  |     |
| C               |   | Fernando Bandeirinha |  | 83’ |
| C               |   | Jaime Magalhães      |  |     |
| C               |   | António Sousa        |  |     |
| C               |   | António André        |  |     |
| A               |   | Rui Barros           |  |     |
| A               |   | Fernando Gomes       |  | 89’ |
| Sostituzioni:   |   |                      |  |     |
| C               |   | José Semedo          |  | 83’ |
| A               |   | Jorge Plácido        |  | 89’ |
| Allenatore:     |   |                      |  |     |
| Tomislav Ivić   |   |                      |  |     |

| Ajax (3-5-2)   |   |                   |             |     |
|                |   |                   |             |     |
| P              | 1 | Stanley Menzo     |             |     |
| D              |   | Danny Blind       |             |     |
| D              |   | Peter Larsson     |             |     |
| D              |   | Danny Hesp        |             |     |
| C              |   | Jan Wouters       | Ammonizione |     |
| C              |   | John van 't Schip |             |     |
| C              |   | Arnold Mühren (c) |             |     |
| C              |   | Aron Winter       |             |     |
| C              |   | Rob Witschge      |             | 64’ |
| A              |   | Dennis Bergkamp   |             | 81’ |
| A              |   | John Bosman       |             |     |
| Sostituzioni:  |   |                   |             |     |
| A              |   | Bryan Roy         |             | 64’ |
| A              |   | Hennie Meijer     |             | 81’ |
| Allenatore:    |   |                   |             |     |
| Barry Hulshoff |   |                   |             |     |